# Grete Šadeiko
Grete Šadeiko (* 29. Mai 1993 in Türi) ist eine estnische Siebenkämpferin. 

## Sportliche Laufbahn
2010 nahm Grete Šadeiko an den Juniorenweltmeisterschaften im kanadischen Moncton teil und verpasste als Vierte nur knapp eine Medaille. 2012 wurde sie bei den Juniorenweltmeisterschaften Neunte. 2015 konnte sie sich für die U23-Europameisterschaften in Tallinn qualifizieren und erzielte dort den fünften Platz.
Ihre ältere Schwester Grit Šadeiko ist ebenfalls Siebenkämpferin. 

## Persönliche Bestleistungen

### Siebenkampf
- 5813 Punkte, 10. Juli 2015, Tallinn

| Disziplin    | Ergebnis    | Punkte |
| ------------ | ----------- | ------ |
| 100 m Hürden | 14,36 s     | 928    |
| Hochsprung   | 1,76 m      | 928    |
| Kugelstoßen  | 12,61 m     | 702    |
| 200 m        | 24,52 s     | 931    |
| Weitsprung   | 5,78 m      | 783    |
| Speerwurf    | 41,37 m     | 694    |
| 800 m        | 2:18,26 min | 847    |

### Fünfkampf
- 4422 Punkte, 6. Februar 2011, Tallinn

| Disziplin   | Ergebnis    | Punkte |
| ----------- | ----------- | ------ |
| 60 m Hürden | 8,60 s      | 995    |
| Hochsprung  | 1,73 m      | 891    |
| Kugelstoßen | 12,16 m     | 672    |
| Weitsprung  | 5,94 m      | 831    |
| 800 m       | 2:28,16 min | 716    |